# Velika nagrada Španije 1951
Velika nagrada Španije 1951 je bila osma in zadnja dirka Svetovnega prvenstva Formule 1 v sezoni 1951. Odvijala se je 28. oktobra 1951.

## Rezultati

### Kvalifikacije
| Poz | Št | Dirkač                | Konstruktor        | Čas     | Zaostanek |
| --- | -- | --------------------- | ------------------ | ------- | --------- |
| 1   | 2  | Alberto Ascari        | Ferrari            | 2:10,59 | –         |
| 2   | 22 | Juan Manuel Fangio    | Alfa Romeo         | 2:12,27 | + 1,68    |
| 3   | 6  | José Froilán González | Ferrari            | 2:14,01 | + 3,42    |
| 4   | 20 | Nino Farina           | Alfa Romeo         | 2:14,94 | + 4,35    |
| 5   | 4  | Luigi Villoresi       | Ferrari            | 2:16,38 | + 5,79    |
| 6   | 26 | Toulo de Graffenried  | Alfa Romeo         | 2:16,40 | + 5,81    |
| 7   | 8  | Piero Taruffi         | Ferrari            | 2:16,80 | + 6,21    |
| 8   | 24 | Felice Bonetto        | Alfa Romeo         | 2:21,80 | + 11,21   |
| 9   | 14 | Robert Manzon         | Simca-Gordini      | 2:23,81 | + 13,22   |
| 10  | 16 | André Simon           | Simca-Gordini      | 2:24,60 | + 14,01   |
| 11  | 12 | Maurice Trintignant   | Simca-Gordini      | 2:25,25 | + 14,66   |
| 12  | 30 | Louis Chiron          | Talbot-Lago-Talbot | 2:30,32 | + 19,73   |
| 13  | 34 | Philippe Étancelin    | Talbot-Lago-Talbot | 2:31,00 | + 20,41   |
| 14  | 32 | Yves Giraud-Cabantous | Talbot-Lago-Talbot | 2:32,18 | + 21,59   |
| 15  | 36 | Johnny Claes          | Talbot-Lago-Talbot | 2:34,46 | + 23,87   |
| 16  | 38 | Georges Grignard      | Talbot-Lago-Talbot | 2:35,58 | + 24,99   |
| 17  | 44 | Paco Godia            | Maserati           | 2:37,45 | + 26,86   |
| 18  | 46 | Juan Jover            | Maserati           | 2:41,99 | + 31,40   |
| 19  | 18 | Princ Bira            | Maserati-OSCA      | 2:45,99 | + 35,40   |
| 20  | 28 | Louis Rosier          | Talbot-Lago-Talbot | 2:46,78 | + 36,19   |

### Dirka
| Poz | Št | Dirkač                | Konstruktor        | Krogi | Čas/Odstop | Št. m. | Toč |
| --- | -- | --------------------- | ------------------ | ----- | ---------- | ------ | --- |
| 1   | 22 | Juan Manuel Fangio    | Alfa Romeo         | 70    | 2:46:54,10 | 2      | 9   |
| 2   | 6  | José Froilán González | Ferrari            | 70    | + 54,28 s  | 3      | 6   |
| 3   | 20 | Nino Farina           | Alfa Romeo         | 70    | + 1:45,54  | 4      | 4   |
| 4   | 2  | Alberto Ascari        | Ferrari            | 68    | +2 kroga   | 1      | 3   |
| 5   | 24 | Felice Bonetto        | Alfa Romeo         | 68    | +2 kroga   | 8      | 2   |
| 6   | 26 | Toulo de Graffenried  | Alfa Romeo         | 66    | +4 krogi   | 6      |     |
| 7   | 28 | Louis Rosier          | Talbot-Lago-Talbot | 64    | +6 krogov  | 20     |     |
| 8   | 34 | Philippe Étancelin    | Talbot-Lago-Talbot | 63    | +7 krogov  | 13     |     |
| 9   | 14 | Robert Manzon         | Simca-Gordini      | 63    | +7 krogov  | 9      |     |
| 10  | 44 | Paco Godia            | Maserati           | 60    | +10 krogov | 17     |     |
| Ods | 4  | Luigi Villoresi       | Ferrari            | 48    | Vžig       | 5      |     |
| Ods | 16 | André Simon           | Simca-Gordini      | 48    | Motor      | 10     |     |
| Ods | 36 | Johnny Claes          | Talbot-Lago-Talbot | 37    | Trčenje    | 15     |     |
| Ods | 8  | Piero Taruffi         | Ferrari            | 30    | Kolo       | 7      |     |
| Ods | 12 | Maurice Trintignant   | Simca-Gordini      | 25    | Motor      | 11     |     |
| Ods | 38 | Georges Grignard      | Talbot-Lago-Talbot | 23    | Motor      | 16     |     |
| Ods | 32 | Yves Giraud Cabantous | Talbot-Lago-Talbot | 7     | Trčenje    | 14     |     |
| Ods | 30 | Louis Chiron          | Talbot-Lago-Talbot | 4     | Vžig       | 12     |     |
| Ods | 18 | Princ Bira            | Maserati-Osca      | 1     | Motor      | 19     |     |
| DNS | 46 | Juan Jover            | Maserati           | 0     | Motor      | 18     |     |